# Circomplexe interpersonnel

Le circomplexe interpersonnel est une représentation circulaire des traits de personnalité et des comportements propres aux relations humaines. Il est formé de deux dimensions orthogonales, chacune représentée par un axe.

Le circomplexe interpersonnel est un modèle utilisé en psychologie pour conceptualiser, organiser et évaluer les comportements, traits de personnalité et motivations à nature sociale,. Il est défini par un cercle où s'inscrivent deux axes: un axe vertical mesurant des traits, désirs et motivations tels que le statut, la dominance, l'assurance, le pouvoir, l'ambition, l'affirmation de soi et la maîtrise, ainsi qu'un axe horizontal associé à l'amabilité, la compassion, la tendresse, la solidarité, l'amicalité, la bienveillance, l'affiliation et l'amour. Au cours des dernières années, il est devenu pratique courante de synthétiser ces construits avec les termes d'agentivité et de communion, respectivement,. Chaque coordonnée située sur le cercle peut alors être vue comme la somme pondérée de l'agentivité et de la communion caractérisant une personne. 

## Histoire
Le circomplexe interpersonnel fut originellement conçu par Timothy Leary en 1957. Le XXe siècle vit de nombreux efforts de la part des psychologues de la personnalité pour catégoriser de façon exhaustive les traits les plus fondamentaux de la nature humaine. Leary, qui fut plus tard mieux connu pour ses expériences controversées sur le LSD à Harvard, développa son modèle dans cette optique en s'appuyant sur deux axes: le pouvoir et l'amour. Les deux pôles de chaque axe représentaient la dominance et la soumission ainsi que l'amour et la haine, respectivement.
Leary croyait que toute dimension de la personnalité pouvait être comprise comme un amalgame de ces deux dimensions. Il croyait également que la meilleure adaptation psychologique théoriquement possible se trouvait au centre du cercle, avec une disposition parfaitement neutre pour chaque dimension.

## Traits de caractère
De façon générale, la position d'une personne sur le cercle permet d'en savoir plus sur la dynamique de ses interactions sociales. Selon son niveau de communion et d'agentivité, elle peut transmettre et évoquer différents signaux et réactions. Plus les signaux que l'individu émet par rapport à un axe sont extrêmes (et donc plus la personne se rapproche de la périphérie du cercle), plus la dynamique de ses interactions avec les autres est prononcée. À partir de là, certaines combinaisons sont possibles. Afin de mieux les représenter, le cercle est souvent divisé en octants, où chaque octant représente la présence plus ou moins grande de chaque trait.
Parmi les tests psychologiques utilisant ce cadre, on compte le Questionnaire interpersonnel de Wiggins (Interpersonal Adjective Scales), l'Inventaire des problèmes interpersonnels (Inventory of Interpersonal Problems), le Circomplexe des valeurs interpersonnelles (Circumplex Scales of Interpersonal Values), le Questionnaire des relations interpersonnelles (Person's Relation to Others Questionnaire) et le Impact Message Inventory-Circumplex dont l'utilité est d'évaluer l'impact des comportements sociaux des patients sur leur psychothérapeute (contre-transfert). Le modèle du circomplexe interpersonnel avec octants a également été utilisé afin d'identifier et de distinguer les troubles de la personnalité.

## Applications aux relations humaines
Birtchnell a soutenu que chaque pôle des deux axes du modèle circomplexe peut apparaître sous une forme adaptée ou inadaptée à la situation. Autrement dit, il est parfois approprié, selon la situation, de manifester de la chaleur, de la froideur, de la dominance ou encore de la soumission. Alison, Alison et al. ont appliqué le même principe aux techniques d'interrogatoire, et ont affirmé que les enquêteurs faisant preuve de flexibilité dans l'utilisation de différents comportements adaptés ont davantage de succès pour obtenir des confidences de la part des suspects interrogés. Alison et Alison ont ensuite étendu cette prise de position aux relations dans la vie de tous les jours, comme entre parent et enfant ou entre collègues.
Dans le domaine du leadership, Helen Spencer-Oatey et ses collègues ont également utilisé ce principe pour décrire comment la souplesse dans l'utilisation de comportements sociaux adaptés peut favoriser de bonnes relations entre un patron et ses subordonnés ou encore dans le cadre de rapports professionnels en général.
Il est également possible d'utiliser simultanément plusieurs des questionnaires mentionnés ci-haut pour obtenir un portrait plus complet de la façon dont un individu interagit avec les autres. Dans chaque cas, on a donc une idée des valeurs de la personne (communion et agentivité), des signaux qu'elle émet, de la façon dont elle influence la perception qu'ont les autres d'elle, des problèmes potentiels associés à ses traits interpersonnels, et du genre de rôles que la personne tend à assumer dans ses relations (motiver, diriger, soutenir, critiquer, manipuler, éviter, etc.). 